# Årstaviken
Koordinaten: 59° 18′ 17″ N, 18° 2′ 50″ O

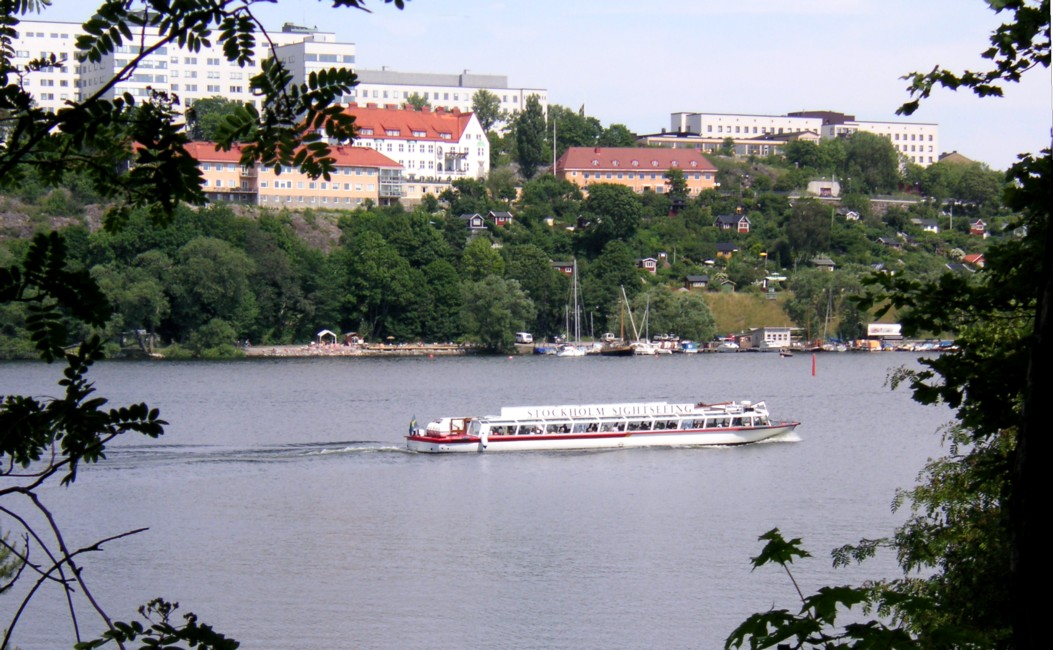
Årstaviken mit dem Södersjukhuset im Hintergrund

Der Årstaviken ist ein Fjärd des Mälaren, die in die westlichen Teile Stockholms hineinreicht. 
Der Årstarviken gehört zu den Stadtteilen Södermalm im Norden und Enskede-Årsta-Vantör im Süden. Im Westen wird die Bucht von der Liljeholmsbrücke (Liljeholmsbron) begrenzt und im Osten von der Johanneshovsbrücke (Johanneshovsbron) und der Hammarby-Schleuse. Die Bucht hat eine Wasserfläche von 105 Hektar, die größte Breite beträgt ca. 625 Meter und die mittlere Tiefe liegt bei 7–9 Metern. Am Årstaviken befinden sich mehrere Bootklubs. Ein Wanderweg führt um die Bucht, er ist 7,5 Kilometer lang. Mitten im Årstaviken befinden sich drei Inseln, Årsta holmar, hier wird die Bucht von zwei Eisenbahnbrücken überspannt, die östliche Årstabron, erbaut 1929 und die westliche Årstabron, erbaut 2005.
Am Årstaviken und dessen Nähe liegen einige interessante Gebäude, wie die Arena Ericsson Globe und Stockholms größtes Krankenhaus, das Südkrankenhaus Södersjukhuset.